# أرزية غملينية
الأرزية الغملينية نوع شجري يتبع جنس الأرزية من الفصيلة الصنوبرية.

## البيئة والانتشار
موطنه شرق آسيا من شرق سيبيريا إلى شمال شرق الصين وكوريا الشمالية.